# Pete Kircher
Peter Derek Kircher (* 21. ledna 1945 Folkestone, Kent, Anglie) je britský bubeník. V šedesátých letech hrál se skupinou The Burnettes, kde s ním hráli zpěvák Neil Landon a Noel Redding na kytaru. Později byl členem skupiny Honeybus. V letech 1982–1985 byl členem skupiny Status Quo. První album, na kterém s touto skupinou hrál bylo 1+9+8+2. Hrál také na albu The World's Not Big Enough Johna Du Canna.